# 1996–1997-es osztrák labdarúgó-bajnokság (első osztály)
Az 1995–1996-os osztrák labdarúgó-bajnokság az osztrák labdarúgó-bajnokság legmagasabb osztályának nyolcvanhatodik alkalommal megrendezett bajnoki éve volt. 
A pontvadászat 10 csapat részvételével zajlott. A bajnokságot a Casino Salzburg csapata nyerte.  

## A bajnokság végeredménye
| #  | Csapat             | M  | Gy | D  | V  | RG | KG | P  |
| -- | ------------------ | -- | -- | -- | -- | -- | -- | -- |
| 1  | SV Casino Salzburg | 36 | 19 | 12 | 5  | 54 | 25 | 69 |
| 2  | SK Rapid Wien      | 36 | 18 | 12 | 6  | 69 | 36 | 66 |
| 3  | SK Sturm Graz      | 36 | 14 | 13 | 9  | 50 | 31 | 55 |
| 4  | FC Tirol Innsbruck | 36 | 16 | 7  | 13 | 49 | 40 | 55 |
| 5  | Grazer AK          | 36 | 11 | 14 | 11 | 39 | 42 | 47 |
| 6  | FK Austria Wien    | 36 | 12 | 10 | 14 | 41 | 51 | 46 |
| 7  | LASK Linz          | 36 | 9  | 17 | 10 | 38 | 47 | 44 |
| 8  | SV Ried            | 36 | 12 | 6  | 18 | 44 | 59 | 42 |
| 9  | FC Linz            | 36 | 6  | 13 | 17 | 30 | 47 | 31 |
| 10 | Admira/Wacker      | 36 | 6  | 10 | 20 | 35 | 71 | 28 |

- A Casino Salzburg az 1996-97-es szezon bajnoka.
- A Casino Salzburg részt vett az 1997–98-as UEFA-bajnokok ligájában.
- A Sturm Graz részt vett az 1997–98-as kupagyőztesek Európa-kupájában.
- A Rapid Wien és a Tirol Innsbruck részt vett az 1997–98-as UEFA-kupában.
- Az Admira Wacker osztályozót játszott.
- A Linzer ASK és az FC Linz fuzionált a szezon után és LASK Linz néven szerepel a továbbiakban.
- Az Admira Wacker és a VfB Mödling fuzionált a szezon után és Admira Wacker Mödling néven szerepel a továbbiakban.